# Lake Coville
Lake Coville ist ein See im Südwesten des US-Bundesstaates Alaska an der Westflanke der nördlichen Aleutenkette, 12 km nördlich des Naknek Lake. 
Der etwa 32 km² große und 33 m hoch gelegene See liegt vollständig im Katmai-Nationalpark. Der 32 km lange und 3,1 km breite See ist in Südost-Richtung ausgerichtet. Im Westen erhebt sich ein 700 m hoher Berg der Aleutenkette. In das nordwestliche Seeende mündet der American Creek. Im Südosten trennt ein schmaler Landstreifen den See vom benachbarten Lake Grosvenor. Zu diesem wird der Lake Coville entwässert. Zwischen den beiden Seen befindet sich die Grosvenor Lodge. 
Benannt wurde der See nach Frederick Vernon Coville (1867–1937), einem US-amerikanischen Botaniker, der zwischen 1920 und 1937 Vorsitzender des „Research Committee“ der National Geographic Society war.